# Thamnium sublatifolium
Thamnium sublatifolium là một loài rêu trong họ Neckeraceae. Loài này được Dixon mô tả khoa học đầu tiên năm 1930.